# Lijkschouwing (beeldverhaal)
Lijkschouwing is het eerste deel van de stripreeks Territorium van de hand van scenarioschrijver Éric Corbeyran en tekenaar Espé. Het kwam uit in 2003.
Hypnose is de titel van het volgende deel van deze stripreeks.

## Verhaallijn
Nigel ontmoet Kirstie op een feestje bij Wendy in New York. Hij herkent haar van vroeger. Zij ontkent. Ze wordt onwel. In de badkamer verschijnen rode geesten, lichamen zonder huid, die haar willen overmeesteren. Zij vlucht en sterft in de metro onder een trein.
Dankzij Dany mag Nigel haar lichaam zien in het mortuarium in het ziekenhuis. Vandaar de titel van dit beeldverhaal: Lijkschouwing. Uit het lichaam van Kirstie komt een ectoplasmische verschijning die met Nigel communiceert. Hij valt flauw.
Nigel zoekt raad bij Jo Shape. Ze gaan naar het graf van Kirstie dat leeg blijkt te zijn. Jo Shape biedt aan Nigel in hypnose te brengen om erachter te komen waar Kirstie is.